# Watertempel (A73)
Watertempel (1996) is een sculptuur in cortenstaal van Huub en Adelheid Kortekaas bij de noordelijke afrit van de A73 in Beuningen bij Nijmegen.
Het kunstwerk staat in een door de afrit omgeven vijver. De maatvoering is 9,99 m hoog en 6,66 m doorsnee. Tempels en getallen-symboliek zijn thema's in het werk van het kunstenaarsduo.